# Замковецький провулок
Замкове́цький прову́лок — провулок у Подільському районі міста Києва, місцевість Біличе поле. Пролягає від Замковецької до Білицької вулиці. 
Прилучається Полкова вулиця.

## Історія
Провулок вперше згаданий під сучасною назвою в 1916 році. Назва походить від урочища Замковище, де пролягає провулок.